# Менхэдены
Менхэдены (лат. Brevoortia) — род лучепёрых рыб семейства сельдевых.

## Описание
Тело высокое, сжатое с боков. Голова и рот большие. В середине верхней челюсти расположена выемка. При закрытом рте вершина нижней челюсти заходит в эту выемку. У взрослых особей зубы на челюстях отсутствуют. Многочисленные жаберные тычинки длинные и тонкие. Хорошо выражены видоизменённые предорсальные чешуи, образующие гребень. Вдоль всего брюха проходит киль.
Менхэдены имеют пелагическую окраску. За верхним углом жаберной крышки у них есть чёрное пятно, за которым у некоторых видов есть более светлые пятна в один или несколько рядов. Максимальная длина до 50 см, чаще 30—35 см.

## Распространение и поведение
Обитают вблизи восточных побережий Северной и Южной Америки.
Ведут пелагический стайный образ жизни. Взрослые особи совершают сезонные миграции вдоль берегов, не заходя в воды с солёностью менее 20 ‰. Личинки и мальки, напротив, заплывают в солоноватую 2—3 ‰ воду, а также в реки.

## Питание
Питаются фитопланктоном и зоопланктоном, активно отцеживая его, а также детритом.

## Размножение
Продолжительность жизни 9—12 лет, созревают в возрасте 2—3 года.

## Классификация
К роду относят 6 видов:
- Brevoortia aurea Spix & Agassiz, 1829) — Бразильский менхэден
- Brevoortia gunteri Hildebrand, 1948 — Менхэден Гюнтера
- Brevoortia patronus Goode, 1878 — Заливный менхэден, или мексиканский менхэден
- Brevoortia pectinata Jenyns, 1842) — Аргентинский менхэден
- Brevoortia smithi Hildebrand, 1941 — Менхэден Смита, или желтопёрый менхэден
- Brevoortia tyrannus Latrobe, 1802) — Атлантический менхэден

## Хозяйственное значение
Менхэдены являются одними из самых важных промысловых рыб восточного побережья Америки. Самый значимый — атлантический менхэден (Brevoortia tyrannus).